# フョードル・ボンダルチュク
フョードル・セルゲイヴィッチ・ボンダルチュク（ロシア語: Фёдор Серге́евич Бондарчу́к, 1967年5月9日 - ）は、ロシアの映画監督、プロデューサー、俳優、テレビ司会者、レストラン経営者。JSCレンフィルム取締役会長。統一ロシア政党最高評議会メンバー。

## 来歴
主な作品は、監督・製作・出演をつとめた2005年の戦争映画『アフガン』で、ロシアの映画賞であるゴールデン・イーグル長編映画賞やニカ作品賞など複数の映画賞を受賞した。

### 生い立ち
家族は、父が映画監督・俳優のソビエト連邦人民芸術家セルゲイ・ボンダルチュク、母が女優のロシア連邦人民芸術家イリーナ・スコブツェワ、異母姉が女優・映画監督のナタリヤ・ボンダルチュク、次姉はエレーナ・ボンダルチュク（1962-2009年）。
1967年5月9日、モスクワで生まれる。後に映画監督となるボンダルチュクの教育は、主に祖母のユリア・ニコラエフナが担当した。モスクワのレオンティエフスキー・ペレウロクにある美術学校と英語偏重の第31中等学校を卒業。学生時代に飲酒、喫煙、フーリガンを始めた。ニキータ・ミハルコフの息子ステパンと友人になる。1985年に学校を卒業後、モスクワ国際関係大学に入学しようとしたが、入学エッセイで37のミスを犯した。その後、父親に連れられて全ロシア映画大学の演出・制作科（イーゴリ・タランキンのワークショップ）に入学した。1986年、父親が演出した歴史劇『 ボリス・ゴドゥノフ (1986年の映画)』で、フョードル皇子（後のフョードル燕子爵、フョードル1世）という小さな役を演じた。「父は僕に厳しかったし、今でも僕にとって揺るぎない権威だった。恐ろしい責任だった。撮影から戻ると、文字通り汗を絞り出すような思いだった。この役を演じるのはとても難しかった」。
研究所で1年間学んだ後、彼は軍隊に向かった。クラスノヤルスクでしばらく勤務した後、セルゲイ・ボンダルチュク監督の映画『戦争と平和』の戦闘場面撮影のためにモスクワ地方に創設された騎兵連隊に入隊し、撮影終了後はタマン師団に所属した。
1987年、ユーリ・オゼロフ監督の工房に戻り、自分の師匠と映画大作『スターリングラード (1989年の映画)』の撮影を行い、勉強と撮影を両立させることに成功した。在学中、家を出ることを決意し、同級生のティグラン・ケオサヤンと暮らす。1991年、全ロシア映画大学を卒業したが、大学から卒業証書を受け取ることはできなかった。「私はCPSUの理論に合格しなければならなかったし、すでに自分の会社 "Art Pictures Group "をモスフィルムの中に持っていた。卒業証書が授与されたのは2009年1月のことである。

### 修業時代

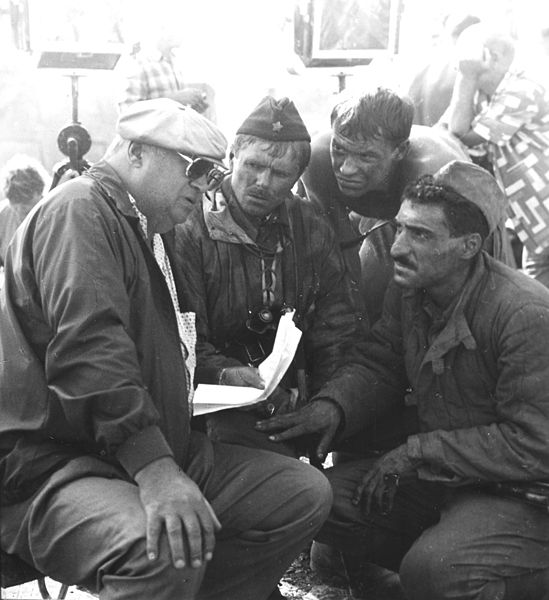
映画「スターリングラード」撮影中のユーリ・オゼロフ（左）、フョードル・ボンダルチュク（右から2人目）、ティグラン・ケオサヤン（右）、1987年。

1986年に父親が撮影した映画『ボリス・ゴドゥノフ』で初めて映画界に登場した。その時、彼はフョードル皇子役を演じた。
1987年、全ロシア映画大学の学生だった彼は、1990年に公開されたユーリ・オゼロフ監督の映画『スターリングラード』の撮影に参加する。その後、ボンダルチュクは友人のティグラン・ケオサヤンの学生映画『Sunny Beach』に出演し、若い兵士を演じた（ティグラン・ケオサヤン自身は、1989年に撮影されたフョードル・ボンダルチュクの学生映画『A Midsummer Morning's Dream』に小さな役で出演）。また、オレグ・フリアンゴルツ監督の映画『無関心』では主役を演じたが、完成したのはそれから20年後のことだった。1992年には、イワン・オクロビスティン監督の『Besy』と『Arbitrator』が続く。
ボンダルチュクのミュージック・ビデオ・メーカーとしてのキャリアは、1990年、セルゲイ・マザエフとバンド「モラル・コード」の「さよなら、ママ」のビデオで始まった。1991年には、ナタリア・ヴェトリツカヤの「Look in the eyes」のミュージックビデオを撮影した。その後、ボンダルチュクは、B.グレベンシコフ、A.プガチョワ、K.オルバカイテ、V.プレズニャコフ、リンダ、A.ヴァルム、A.スヴィリドヴァ、N.ボルゾフ、V.メラゼ、T.オフシエンコ、F.キルコロフなど、ロシアの有名な音楽グループや演奏家のほとんどすべてのミュージックビデオを撮影した。
1994年、彼はミュージック・ビデオの仕事でオベーション賞を受賞し、父の手から受け取った。当時は、ソビエトの偉大な映画監督の息子が突然、まったく無名の仕事を始めたということで、人々は私のことを心配していただけだった。ビデオやミュージックビデオが何なのか、誰も理解していなかった。有名な映画監督たちは、このすべてにお金と、ビッグアーティストの筆には値しない小さな形しか見ていなかった。しかし、プロの視点から見れば、映像、編集、何でも創造し、実験するチャンスなのだ！そして父は、それがひどく好きだった」。
1993年には、ボンダルチュク・ジュニア主演の別の映画『死の天使たち』が公開された。 同年、ボンダルチュクは、リュドミラ・グルチェンコのための映画『I Love』で監督デビューを果たした。
その後、ボンダルチュクは5年間映画を撮らず、主に広告やミュージックビデオの撮影に時間を割いた。1998年、ガリク・スカチョフ監督のカルト映画『ミッドライフ・クライシス』にヴラドという奇妙な青年役で出演し、スクリーンに戻ってきた。
「危機』に続いて、グリゴリー・コンスタンチノポルスキー監督の『8ドル半』が公開され、ボンダルチュクは一人二役を演じた。その後、新年の物語『ショーケース』に出演した。 

### ボンダルチュクの創造性

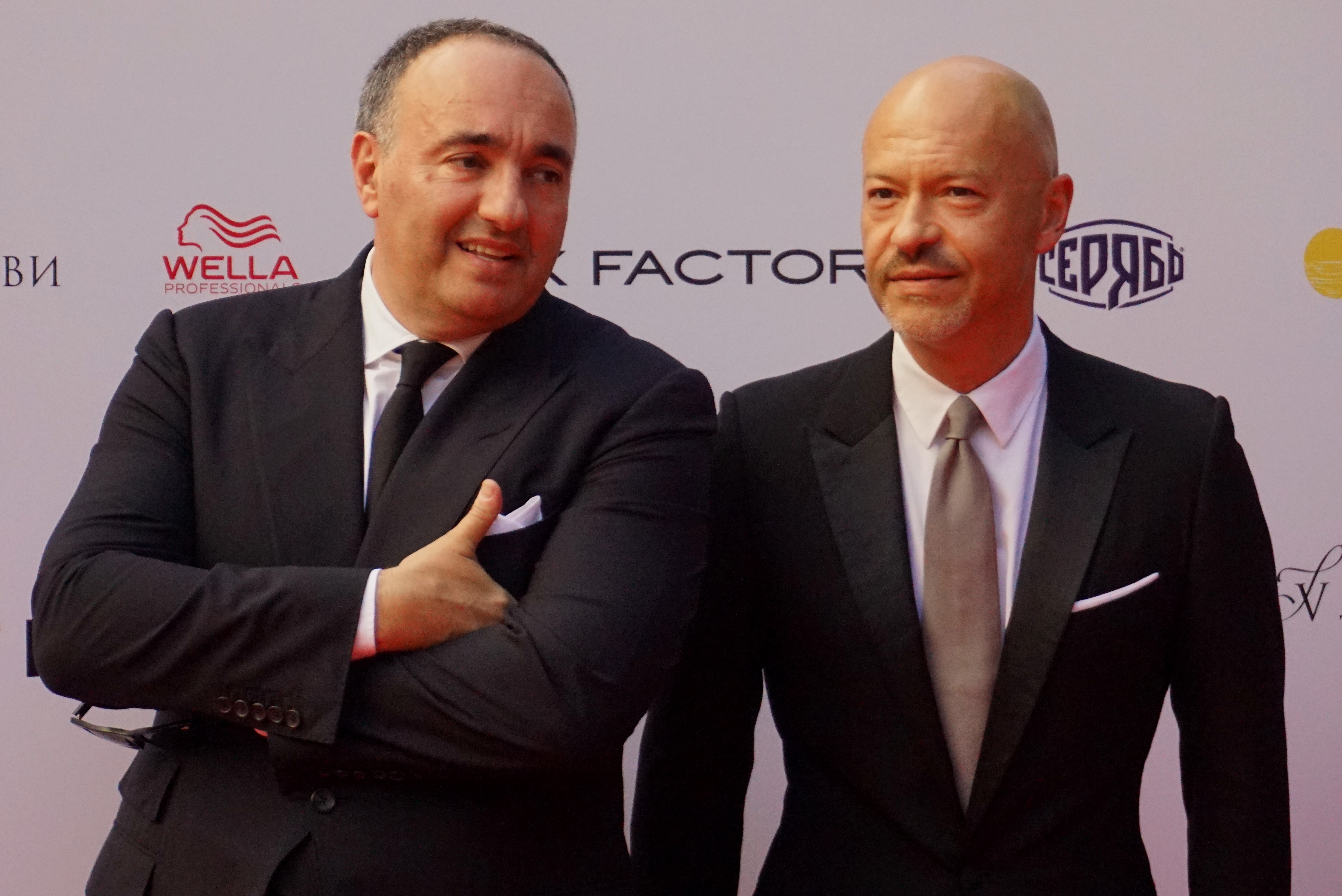
キノタヴル映画祭に出席したアレクサンダー・ロドニャンスキーとフョードル・ボンダルチュク（2016年、ソチ）。

2001年、フョードル・ボンダルチュクはロマン・カチャーノフ監督の映画『ダウン・ハウス』に出演した。ドストエフスキーの有名な『白痴』を映画化したこの奇妙な作品で、ボンダルチュクは王子ミューシキン役を演じた。
ボンダルチュクはその後、ティグラン・ケオサヤン監督のテレビシリーズ『男の仕事』に出演した。
2001年、ヴァレリー・ルビンチク監督が『シネマ・アバウト・シネマ（Cinema about Cinema）』を製作し、ボンダルチュクはこの役で初の映画賞である映画俳優組合賞「コンステレーション」を受賞した。
2002年、フィリップ・ヤンコフスキー監督の『In Motion』が公開され、フョードル・ボンダルチュクは主役の一人を演じただけでなく、初めてプロデューサーとしても参加した。
2002年、STSテレビ局にゲーム番組『アームチェア』の司会者として招かれ、テレビ界でのキャリアをスタートさせた。2003年にはTEFI賞の「最優秀エンターテインメント番組司会者賞」にノミネートされた。

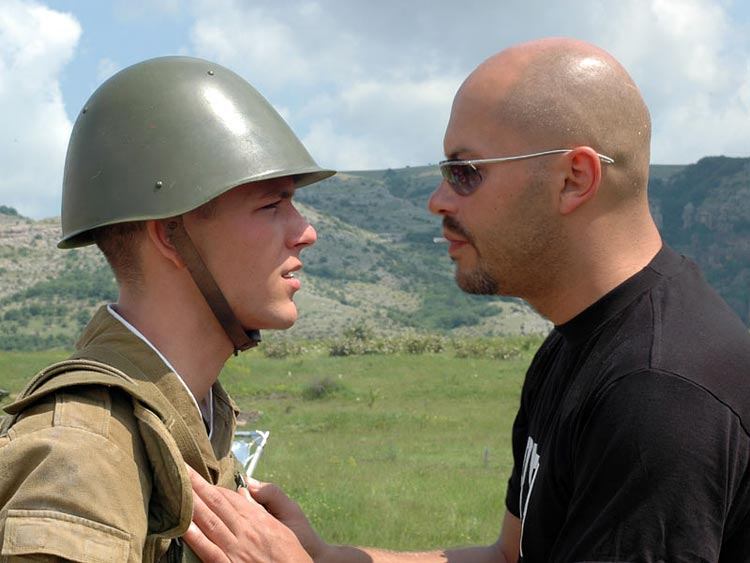
映画『第9中隊』を撮影中のフョードル・ボンダルチュクとコンスタンチン・クリュコフ。

この頃、フョードル・ボンダルチュクの長編監督デビュー作である映画『9カンパニー』の制作がすでに始まっていた。当初、この作品は、フョードルの父セルゲイ・ボンダルチュクが撮影した1959年の映画『人間の運命』のリメイクとして構想されていた。ストーリーはチェチェン紛争に関するものだった。しかし、アフガン戦争で忘れ去られた英雄たちを描くことになった。ボンダルチュクによれば、この映画の脚本は60パーセントが実際の出来事に基づいている。この映画の軍事顧問は元国防相のパーヴェル・グラチェフで、彼は脚本を承認し、タイトルページに「これはアフガン戦争に関する最高の映画になるだろう」と書いた。映画の撮影はクリミアで行われ、5カ月間に及んだ。「9カンパニー』は、2005年の興行収入データでロシア映画最高の興行収入を記録した。また、同作品は8回ノミネートされ、「監督デビュー賞」を含む7つの映画賞を受賞した。「9カンパニー』は、1,000万ドルの予算で2,500万ドルの興行収入を記録した。フョードル・ボンダルチュクにとって、このプロジェクトはプロとしてのキャリアの新たなステージの始まりだった。
2005年には、映画『Statsky Advisor』、映画『Mama don't grieve 2』、『From 180 and above』、TVプロジェクト『The Demise of Empire』などが公開された。

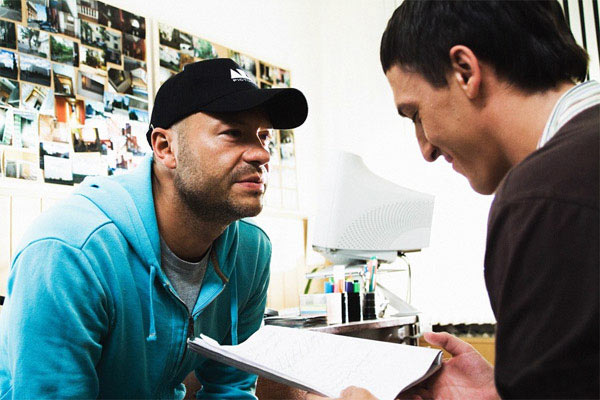
映画「ヒート」の撮影現場に立つフョードル・ボンダルチュクとアルトゥール・スモリャニノフ。

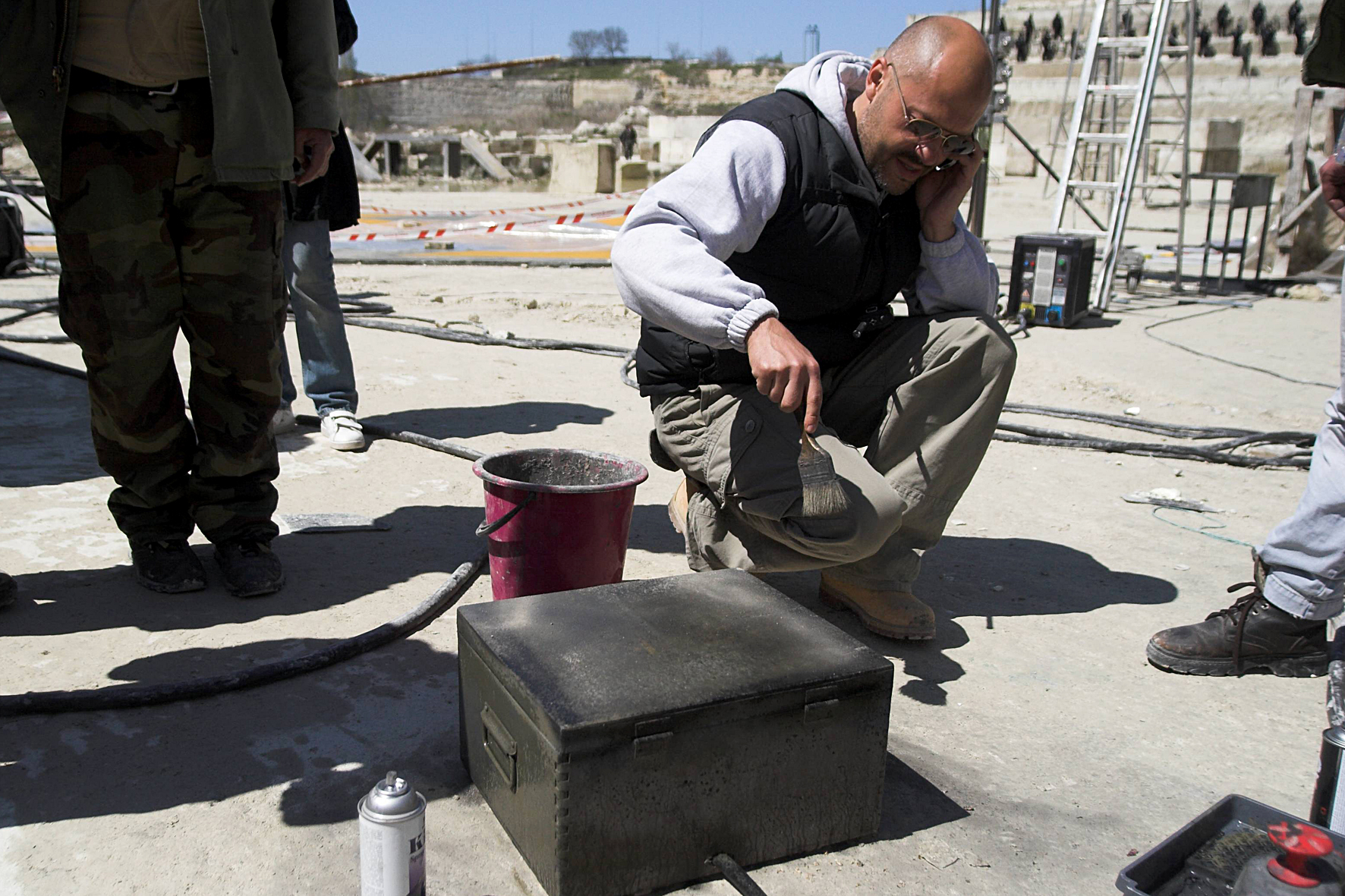
映画「無人島」の撮影現場にいるフョードル・ボンダルチュク。

2006年、アート・ピクチャーズ・スタジオ（ボンダルチュクはプロデューサーのドミトリー・ルドフスキーと共同経営）が製作した初の映画プロジェクト、レゾ・ギギネイシヴィリ監督の『ZHARA』が公開された。この映画でボンダルチュクはプロデューサーを務め、役者としても出演した。この低予算の青春映画は興行収入1,650万ドルを記録し、その年のロシア映画プロジェクトで最も利益を上げた作品となった。
2006年、フョードル・ボンダルチュクは、ストルガツキー兄弟のファンタジー小説『無人島』の映画化について、ボリス・ストルガツキーから承認を得た。撮影期間は222日間で、2部構成にすることが決まった。2009年、『Inhabited Island』と『Inhabited Island: The Clash』が配給された。この映画の製作と配給は「アート・ピクチャーズ・スタジオ」でも行われた。フョードル・ボンダルチュク自身も、監督、プロデューサー、主役の一人としてこのプロジェクトに参加した。

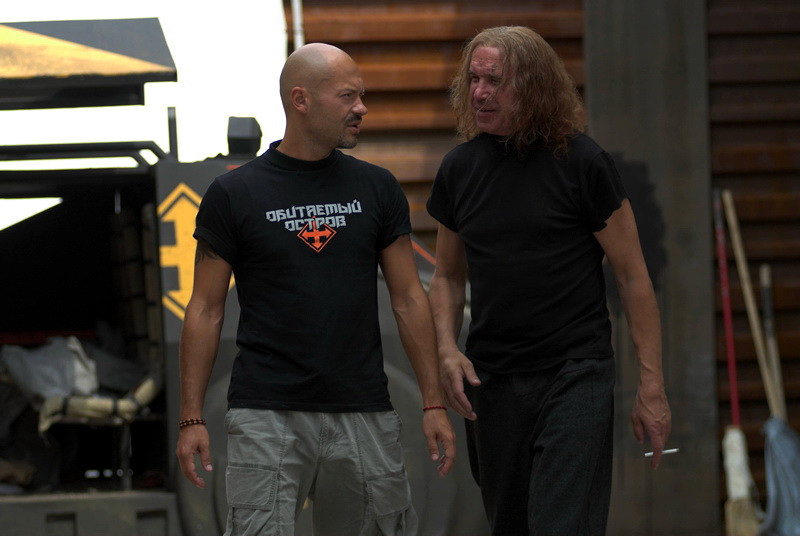
映画「無人島」を撮影中のフョードル・ボンダルチュクとセルゲイ・ガルマシュ。

2007年、ボンダルチュクは映画『Vise』、『The Artist』、『I Stay』、『7 booths』、『18-14』に出演。
2008年から2009年にかけて、ボンダルチュクは『Inhabited Island』に加え、『The Best Film 2』（2009年）と『Admiral』（2008年）にも出演した。
2008年、大規模なシネマコンプレックス「グラヴキノ」の建設プロジェクトが開始され、2012年にオープンした。
2010年には、フョードル・ボンダルチュク主演の映画が一挙に公開された。恐怖クラブ』、TVシリーズ『Lector』、『PiraMMMida』、『Pro Luboff』、『Moscow, I Love You!』。
2011年、アヴドーチャ・スミルノヴァ監督の映画『Two Days』が初上映され、主演したボンダルチュクはその後、ゴールデン・イーグル映画賞（2011年）最優秀男優賞を受賞[8][24]。また、映画『Exchange Wedding』や、ミハイル・ブルガーコフの小説『The White Guard』のテレビ映画化作品にも参加し、シュポリアンスキー役を演じている。
2012年、"Glavkino "スタジオの最初のプロジェクトである "August.フョードル・ボンダルチュクがプロデュースした。
2012年4月、ボリス・アクーニンの著書『スパイ小説』を映画化した『スパイ』が公開され、フョードル・ボンダルチュクが主役の一人を演じた。
2012年4月、同名の大規模な社会キャンペーンの開始に合わせて、映画年鑑『Nowhere to Hurry』が初公開された。これは、ロシア内務省の交通警察とロシア映画界の有名監督5人による共同プロジェクトである：フョードル・ボンダルチュク、ピーター・ブスロフ、ウラジーミル・コット、アレクサンドル・ルンギン、セルゲイ・オシプヤン、ボリス・フレブニコフ。この映画は5つの小説から成り、それぞれが独立した映画である。オクサナ・アキンシナ、リュドミラ・アリニナ、セルゲイ・バディウク、ウラジーミル・ヴドヴィチェンコフ、セラフィマ・オガリョーワ、セルゲイ・プスケパリス、クセニア・ラポポルト、アリサ・ハザノワ、ピーター・フェドロフ、マリア・シャラエワといったロシア演劇・映画界のスターも参加した。ボンダルチュクはこのプロジェクトについて、「人々の文化を変えることが必要であり、それは形式的な言い回しや定型的な扇動ではなく、映画のような手段による」と述べている。
2012年10月、セルゲイ・ミナエフの同名小説を原作とするフョードル・ボンダルチュクの映画プロジェクト『Dukh@ess』が公開され、2012年のロシア長編映画で最高の興行収入を記録した。同年、映画『スターリングラード』の撮影期間が終了し、初のIMAXフォーマットのロシア語映画となり、2013年に公開された。2012年2月、本作の監督であるフョードル・ボンダルチュクとプロデューサーのアレクサンドル・ロドニャンスキーは、IMAX Filmed Entertainment Corporationとのコラボレーションを正式に発表し、同社の社長兼取締役会長であるグレッグ・フォスターは次のように述べた。「フョードルとアレクサンダーはスターリングラードの15分間の断片を見せてくれた。パートナー選びが間違っていなかったことをとてもうれしく思う。」
2015年春、ボンダルチュクは若手俳優セミョン・トレスクノフとともに、映画『ゴースト』のために特別に「今を生きる」という人生を肯定する歌を披露した。この曲の作者は有名な歌手ワシヤ・オブローモフである。

## 家族
父方の祖父母フョードル・ペトロヴィチ・ボンダルチュクとタチアナ・ヴァシリエヴナ・ボンダルチュクは農民であった。
母方の祖父と祖母-Konstantin Alekseevich Skobtsev (1903-1975)、気象局本局の研究員、Julia Nikolaevna Skobtseva (1904-1999)、文書館職員であった。
父：セルゲイ・フョードロヴィチ・ボンダルチュク（1920年9月25日～1994年10月20日）、俳優、映画監督、脚本家、教師。
母：イリーナ・コンスタンティノヴナ・スコブツェワ（1927年8月22日-2020年10月20日）、映画女優、ソビエト連邦人民芸術家（1974年）。
姉：アリョーナ・セルゲーヴナ・ボンダルチュク（1962年7月31日～2009年11月7日）、女優。甥：コンスタンチン・ヴィタリエヴィチ・クリュコフ（1985年2月7日生まれ）、映画俳優、プロデューサー、宝石商。
1977年ロシア連邦名誉芸術家、2009年ロシア連邦名誉芸術家。甥：イワン・ニコラエヴィチ・ブリャエフ（1976年9月13日生まれ）作曲家、マリア・ブリャエワ（1987年8月27日生まれ）女優。
最初の妻はスヴェトラーナ・ヴィタリエヴナ・ボンダルチュク（旧姓ルドスカヤ、1968年12月17日生まれ）で、モデル、テレビ司会者。2人は1986年、ソ連軍での兵役中に共通の知人を訪ねて出会った。離婚は2016年に行われ、「それでも互いへの尊敬と家族への愛情を保ちながら親密な関係を保っていた」。
- 息子：セルゲイ・フョードロヴィチ・ボンダルチュク（1991年生まれ）、俳優。娘婿（2012年5月17日より）[19] - タチアナ・ミハイロヴナ・ボンダルチュク（旧姓マミアシュヴィリ、1989年8月15日生まれ[20]）、MGIMO卒業生、1988年ソウルオリンピックのグレコローマンレスリング・チャンピオン、ミハイル・マミアシュヴィリの娘[21]。
  - 孫娘 - マルガリータ・セルゲーヴナ・ボンダルチュク（2012年12月6日生まれ）[22]。
  - 孫娘 - ヴェラ・セルゲーヴナ・ボンダルチュク（2014年5月12日生まれ）[23][24][25]。
- 娘のヴァルヴァラ・フョードロヴナ・ボンダルチュク（1999年5月5日生まれ）は発達に特異性があり、必要な治療や教育を受けるのに便利な海外の専門センターでほとんどすべての時間を過ごしている[26]。

2人目の妻は女優のパウリーナ・オレゴヴナ・アンドレーエワ（1988年10月12日生まれ）。2015年秋から交際、2019年9月に結婚。
- 息子はイヴァン・フョードロヴィチ・ボンダルチュク（2021年3月2日生まれ[28][29]）。

## 映画事業

### 「アート・ピクチャーズ」
映画会社「アート・ピクチャーズ・スタジオ」の創設者である。
1991年にVGIKを卒業後、フョードル・ボンダルチュク、幼なじみのステパン・ミハルコフ、セルゲイ・コジェフニコフの3人は、ロシア初の民間ビデオ制作会社アート・ピクチャーズ・グループを設立した。アート・ピクチャーズ・グループは、ビデオ制作に加え、クラブ・プロジェクト、フェスティバル、美術展などにも関わった。1993年、同社は広告とビデオクリップのフェスティバル「ジェネレーション」（1993-1998）のプロジェクトを開始した。
アートピクチャーズが制作したビデオクリップやコマーシャルは、国内外のコンペティションや国内の音楽賞「Ovation」を何度も受賞している。設立以来、約140本のコマーシャルを制作。アート・ピクチャーズのクライアントには、ハインツ、フィリップス、ソニー、ジクル（コルゲート）、コメルサント、ワールドクラス、ペプシ（MTV）、スラドコ、チュメン石油ガス会社（TNK）、ユーロセット、ヒットFM107.4、モスネルゴ、ブヌコボ航空などがある。
2002年、同社は映画製作を開始した。アート・ピクチャーズがスロボ・スタジオとノンストップ・プロダクション・スタジオと共に製作した最初の作品は以下の通りである：Filipp Yankovsky監督の "On the Move"（ニカ映画賞の "Discovery of the Year "部門、ゴールデン・イーグル映画賞の "Best Editing "部門を含む7部門受賞）、Mikhail Brashinsky監督の "Golololod"（シアトル国際映画祭2003の新人監督賞など3部門受賞）、Dmitry Meskhiev監督の "Diary of a Kamikaze"（ゴールデン・ラム2002の助演男優賞など3部門受賞）である。
2006年、ボンダルチュクはプロデューサーのドミトリー・ルドフスキーとともにアート・ピクチャーズ・グループを再編し、アート・ピクチャーズ・スタジオと改名した[12]。フョードル・ボンダルチュクがアーティスティック・ディレクター兼オーナーとなったこの会社は、映画『ZHARA』、『Inhabited Island』、『Inhabited Island: The Clash』、『Two Days』の製作、撮影、販売に携わった。現在、アート・ピクチャーズ・スタジオは、映画製作、映画館配給、映画・ビデオ製品の配給、音楽・プロモーションビデオの製作に携わっている。2019年、NMGスタジオはArt Pictures Studioの創立メンバーとなった。フョードル・ボンダルチュクのシェアは合計50％に達した。2020年までに、同スタジオのパッケージには42本以上の長編映画が含まれる。その歴史を通じて、Art Pictures Studioは80カ国以上の配給会社に映画化権を販売しており、同スタジオの映画は2億ドル以上の興行収入を上げ、50以上のロシアおよび国際的な映画賞を受賞している。
2009年、フョードル・ボンダルチュクとドミトリー・ルドフスキーは、アート・ピクチャーズ・スタジオと欧米の独立系スタジオの作品を劇場、テレビ、DVDに配給する配給会社、Art Pictures Mediaを設立した。"アート・ピクチャーズ・メディア "は、『ファーザー・オブ・インベンション』（ケヴィン・スペイシー主演）、『イタリアの同級生』（Faceboom）、『ザ・モンク』（ヴァンサン・カッセル主演）などの外国映画や、アニメ映画『エルカ』、メロドラマ『乱気流地帯』（エフゲニア・ティルダトワ監督）などの国内映画の配給会社である。2010年には心理スリラー『フォボス』を発表。フィアー・クラブ』は、アート・ピクチャーズ・メディアの配給作品としては初めて、ロシア、ドイツ、ラトビア、リトアニア、エストニアで同時公開された。
2012年、フョードル・ボンダルチュクは、テレビ映画やシリーズの制作を専門とするアート・ピクチャーズ・ヴィジョン社を設立した[13]。アート・ピクチャーズ・ヴィジョンのポートフォリオには、『Year of Culture』シリーズ（TNTチャンネル）、『The 90s.Vesely and Loudly』、『Psychologini』、『Dyldy』、『Kitchen.War for the Hotel」（STSテレビチャンネル）など。
2013年8月現在、アート・ピクチャーズ・メディアのカタログには、さまざまなジャンルの映画が30本以上掲載されている。

### 「グラヴキノ」
2008年、フョードル・ボンダルチュクはコンスタンチン・エルンスト、イリヤ・バチュリンとともにグラヴキノを設立し、国家的に重要な映画を撮影し、若手映画監督を支援し、映画産業の成長のための条件を整え、外国のプロジェクトをロシアに誘致することを優先した。
総面積は33,000m²で、同名の映画館とテレビ局の複合施設（3,107m²の東欧最大の撮影パビリオンを含む）、制作会社、脚本研究所を擁するロシア最大級の映画・テレビ関連企業である。主な事業内容は、映画・テレビコンテンツの製作、ポストプロダクション、配給である。ボンダルチュクは、グラヴキノについて次のように語っている。
グラヴキノはロシア最大の映画会社のひとつで、過去5年間取り組んできた。私はその結果に誇りを持っているし、それを隠すつもりはない。人は皆、息子を産み、木を植え、家を建てるべきだと言われる。私は恥ずかしくない家を建てた。しかも、スタジオの規模に比べれば、比較的少ない資金で。
2011年春、フョードル・ボンダルチュク率いるニューヨークフィルムアカデミーとグラヴキノ・グループは、セルゲイ・ボンダルチュク・シニア助成金を設立した。この助成金は、ロシア出身の才能ある若手映画制作者に、モスクワでアメリカ人とロシア人の巨匠のもと、映画・テレビ制作の専門的な訓練と創造的な練習を受ける機会を与えるものである。
この複合施設は2012年に正式にオープンし、運営を開始した。

#### 破産
2019年1月末、VTB Bank PJSCは裁判所にGlavkino Management Company CJSCの破産宣告を申請した。請求額はハリウッド映画1本のおおよその予算、72億6248万9709.51ルーブルに相当する。
審理は2019年3月13日に行われた。
会議は2019年3月13日に開催された。
APC RFのArt.184、185、223、Art.3, 6, 20.6, 45, 48, 49, 62, 65 of the Federal Law "On Insolvency (Bankruptcy)" of 26.10.2002 № 127-FZ, 仲裁裁判所は、PJSC "VTB Bank "の請求を正当と認め、CJSC "MC Glavkino" (INN 5024097209, OGRN 1085024004152)に関して破産手続き-監督（事件А41-3991/2019).を導入することを決定した。

### 「シネマシティ」
2009年、フョードル・ボンダルチュクは、エドゥアルド・ピチューギン、セルゲイ・セリヤノフとともに、発起人の一人としてキノシティプロジェクトを立ち上げた。全国にマルチメディア教育映画センターのネットワークを構築し、ロシアの都市を映画化するプログラムを実施している。

## テレビ
フョードル・ボンダルチュクはテレビでも広く知られている。2002年9月7日から2004年8月28日まで、テレビ局「STS」のゲーム番組「アームチェア」の司会を務めた。2003年には「エンターテインメント番組プレゼンター」部門でTEFI賞を受賞し、2004年3月にはロシア・テレビ財団アカデミーの会員となった。
2004年には、リアリティ番組「You Are a Supermodel」の最初の2シーズンの司会を務めた。
フョードル・ボンダルチュクは、「Cinema in Detail」（2005年～）という番組でテレビ司会者としてのキャリアを続け、さまざまなエピソードでオリバー・ストーン、ダーレン・アロノフスキー、マイケル・ベイ、クリストフ・ヴァルツ、ダニエル・クレイグ、ティル・シュヴァイガーと共演している。
2013年3月9日から5月4日まで、アルビナ・ジャナバエワ、ナタリア・ステファネンコとともに、Rossiya-1テレビ局のテレビプロジェクト「Big Dances」の共同司会を務めた。
2020年からは、ガスプロムバンクブランドの公式顔となっている。

## ケータリング事業
フョードル・ボンダルチュクはモスクワで3つのレストラン「バニラ」、「ヴェルティンスキー」、「ビストロ」を経営している（ステファン・ミハルコフ、アルカディ・ノヴィコフ、キリル・グセフとの共同経営もある）。
2009年9月、彼はエカテリンブルクでレストラン事業を立ち上げ、2つのレストランと菓子店をオープンさせたю]。

## 社会的活動と地位
2005年、ボンダルチュクは統一ロシアに入党し、統一ロシアの青年組織「ヤング・ガード」の評議員になった。
2006年から2008年にかけて、ボンダルチュクはロシアのウラジーミル・プーチン大統領の下で文化芸術評議会の委員を務めた。2008年、ルドフスキー、VTB銀行グループとともに、ウラルシブFC会長のニコライ・ツヴェトコフがモスクワ地方に映画館とテレビの複合施設を建設するために設立したグラヴキノ社を共同設立。同年、グラヴキノ社の株式の30％を所有していることが報道された。2009年春、このプロジェクトの共同出資者の候補の一人として、メディアはチャンネル・ワンのジェネラル・ディレクター、コンスタンチン・エルンストに電話した。エルンストのプロジェクトへの参加とルドフスキーのプロジェクトからの撤退に関する交渉が成功した場合、チャンネル・ワンのCEO、ボンダルチュク、ツヴェトコフの組織がLLCの49％を所有し、残りをVTBが取得すると報道された。エルンストがGlavkinoの創設者リストに入ったという情報については、それ以上の確認は発表されなかった。2009年6月、メディアはLLCツヴェトコフ、VTB、ボンダルチュクの共同設立者を呼んだが、株式は公表されなかった。しかし、同年11月、ボンダルチュクはインタビューの中で、「コンスタンチン・エルンストとともにノヴォリシコエ高速道路にスタジオ・グラヴキノを建設する。この施設は2011年に完成する予定である。すでに2010年1月には、VTBがグラヴキノから撤退したことが発表されている。同時に、新聞 "Vedomosti "が報じたように、国営銀行はすでに1200万ドルを割り当てたプロジェクトへの融資を継続するつもりだった。同時に、グラヴキノ社のイリヤ・バチュリン社長は、「国家は依然としてプロジェクトの共同所有者であり続ける」とジャーナリストに断言した。同氏によれば、「しばらく経てば、新しい株主は国家に近い別の組織になるだろう」。
2007年から2009年にかけては、ロシア連邦公会堂のメンバー（文化委員会委員）であった。
2009年11月、統一ロシア第11回党大会で、最高評議会のメンバーとなる。2010年1月、ボンダルチュクは250都市にデジタル映画館を建設する党プロジェクトの監督となった。その際、彼は党が資金を必要とすることはないと断言した。「情報を提供し、おそらく場所によっては建設用地の割り当てを手伝うことができるだけだ」。2010年4月、RBCデイリー紙は、ボンダルチュクが、クロンヴェルク・シネマ・チェーンの創設者エドゥアルド・ピチューギン、プロデューサーのセルゲイ・セリヤノフとともに、ロシアの小さな町に映画館を建設するプロジェクトを立ち上げ、ロシア政府が資金を提供すると報じた。
2010年9月、ボンダルチュクとピチューギンがそれぞれABファイナンス銀行の株式の15.04％を購入し、取締役に就任したことが明らかになった。ピチューギンによると、この買収にはそれぞれ1億5000万ルーブルがかかったという。ボンダルチュクは銀行資産の購入について、「投資事業を行うために自分たちの銀行を持つ方が有利」であったと説明している。
2012年、彼は首相兼大統領候補のウラジーミル・プーチンの信頼できる側近だった
。
2012年10月、ボンダルチュクは映画スタジオ「レンフィルム」の取締役会のトップに就任した。2012年11月10日、ウラジーミル・プーチンは、レンフィルムの再建に必要な融資の保証人を国家が務めることを決定した。15億ルーブルの融資は、エドゥアルド・ピチューギンが起草し、公聴会で採択されたレンフィルムの開発構想で想定されていた。
2013年から2015年にかけては、ロシア連邦文化省のパブリック・カウンシルメンバーを務めた。
2014年3月、ボンダルチュクはクリミア併合を支持し、ロシアのプーチン大統領宛の書簡に署名した。
2016年1月20日、ボンダルチュクは「#カディロフはロシアの愛国者」というスローガンを掲げてラムザン・カディロフを支持し、カディロフが体制外野党のメンバーを「人民の敵」として扱うよう呼びかけたことを支持し、世論の反発を招いた。
2017年、映画・テレビ学校「インダストリア」を、ボンダルチュク、映画会社「ヴォードロッド」のプロデューサー、ミハイル・ヴルベル、アレクサンドル・アンドリューシチェンコの共同プロジェクトとして、「ナショナル・メディア・グループ」の支援を受けて設立することを公式発表。
2018年の大統領選挙では、ウラジーミル・プーチンの腹心だった。2018年5月、4度目の就任式にゲストとして出席した。
2018年、モスクワ市長候補セルゲイ・ソビャーニンの代理人を務めた。
2018年11月20日、ロシア大統領令に従い、フョードル・ボンダルチュクは文化芸術大統領評議会の新構成に含まれた。
国家映画撮影発展政府評議会のメンバーになった。
2021年12月、映画やオンラインプラットフォーム向けコンテンツの制作を専門とするナショナル・メディア・グループ持株会社の子会社、NMGスタジオの総合プロデューサーに就任。
2022年、ロシアのウクライナ侵攻を支持。 
そのほかに、キノタヴル映画祭理事会会長、ロシア映画撮影監督連盟会員、ロシア映画芸術アカデミー、ロシア国立映画芸術科学アカデミー、映画基金専門家評議会のメンバーでもある。

## 映画作品一覧
| 年        | 区 分  | 題名                                      | 配役（役名）、監督、製作                                                                                 |
| 1986      | 長編   | ボリス・ゴドゥノフ (1986年の映画)         | 出演（フョードル皇子）                                                                                   |
| 1988      | 長編   | 86400秒の警察勤務                         | 出演（アンドレイ・ゲオルギエヴィチ・クズミチェフ、ラスヴェット工場の自動車整備工場の整備士、麻薬中毒者） |
| 1988      | 長編   | 晴れた海辺                                | 出演（少年兵）                                                                                           |
| 1989      | 長編   | スターリングラード (1989年の映画)         | 出演（イワン、赤軍のスナイパー、シベリア出身のハンター）                                                 |
| 1989      | 短編   | 夏の朝の夢                                | 出演（学生フョードル）、 監督                                                                            |
| 1992      | 長編   | 仲裁人 (1992年の映画)                     | 出演（ゲイの写真家ローマ）                                                                               |
| 1992      | 長編   | 悪魔 (1992年の映画)                       | 出演（囚人フェドカ）                                                                                     |
| 1993      | 長編   | Ангелы смерти                             | снайпер Иван                                                                                             |
| 1994      | 長編   | Стреляющие ангелы                         | Иван |
| 1997      | 長編   | Кризис среднего возраста                  | Влад |
| 1998      | 長編   | Марцефаль                                 | мафиози                                                                                                  |
| 1999      | 長編   | Восемь с половиной долларов               | フョードル / Степан                                                                                      |
| 2000      | 長編   | Витрина（ショーケース）                   | 店長 |
| 2000      | 長編   | Формула счастья                           | 役名無し                                                                                                 |
| 2001      | 長編   | Даун Хаус                                 | князь Мышкин                                                                                             |
| 2001—2002 | テレビ | 男の仕事                                  | майор Николай Ребров (Пасечник)                                                                          |
| 2002      | 長編   | В движении                                | Газизов、 製作                                                                                           |
| 2002      | 長編   | Кино про кино                             | Николай Жильцов、 製作 фильма                                                                            |
| 2003      | テレビ | Осторожно、 модерн! 2004                  | разбойник Жора                                                                                           |
| 2003      | 長編   | Гололёд                                   | 製作 |
| 2004      | 長編   | Свои                                      | полицмейстер                                                                                             |
| 2004      | док    | Земное и Небесное                         | ведущий                                                                                                  |
| 2004      | テレビ | Моя прекрасная няня                       | камео |
| 2005      | 長編   | アフガン                                  | 出演（ポグレブニャク少尉[ちょんまげ野郎]）、 監督、 製作                                                 |
| 2005      | 長編   | От 180 и выше                             | Савик Галкин                                                                                             |
| 2005      | 長編   | Статский советник                         | полковник Пётр Иванович Бурчинский                                                                       |
| 2005      | 長編   | Продаётся дача                            | Владимир                                                                                                 |
| 2005      | 長編   | Мама не горюй 2                           | политтехнолог Лёва                                                                                       |
| 2005      | テレビ | Гибель империи                            | генерал Деникин                                                                                          |
| 2006      | 長編   | Девять месяцев                            | Костя |
| 2006      | テレビ | Тихий Дон                                 | 監督 |
| 2006      | 長編   | Три полуграции                            | Святослав Игоревич Курбатов                                                                              |
| 2006      | 長編   | Жара                                      | оператор、 製作                                                                                          |
| 2006      | アニメ | Сезон охоты                               | медведь Бугмедведь Буг                                                                                   |
| 2007      | 長編   | 7 кабинок                                 | наркодилер                                                                                               |
| 2007      | 長編   | Я остаюсь                                 | инструктор-проводник душ в пространстве комы                                                             |
| 2007      | 長編   | Нулевой километр                          | камео |
| 2007      | 長編   | Артистка                                  | 監督 фильма                                                                                              |
| 2007      | 長編   | Тиски                                     | наркоторговец Игорь Вернер                                                                               |
| 2007      | 長編   | 1814                                      | граф Толстой                                                                                             |
| 2008      | 伝記   | Адмиралъ                                  | Сергей Бондарчук                                                                                         |
| 2008      | 長編   | プリズナー・オブ・パワー 囚われの惑星     | Умник、 прокурор、 監督、 製作                                                                           |
| 2008      | アニメ | Сезон охоты 2                             | медведь Бугмедведь Буг                                                                                   |
| 2009      | 長編   | Самый лучший фильм 2                      | камео |
| 2009      | 長編   | Обитаемый остров: Схватка                 | Умник、 прокурор、 監督、 製作                                                                           |
| 2010      | 長編   | Москва、 я люблю тебя                     | самоубийца                                                                                               |
| 2010      | 長編   | Фобос. Клуб страха                        | 製作 |
| 2010      | アニメ | Ослепительный Барри и червяки диско       | жук Тони Динжук Тони Дин                                                                                 |
| 2010      | 長編   | Про любоff                                | Владимир Викторович                                                                                      |
| 2010      | アニメ | Сезон охоты 3                             | медведь Бугмедведь Буг                                                                                   |
| 2011      | 長編   | マネー・ピラミッド 札束帝国の興亡         | 出演（ベリャフスキー）                                                                                   |
| 2011      | テレビ | Лектор                                    | Владимир                                                                                                 |
| 2011      | 長編   | Свадьба по обмену                         | Руслан Богуславский、 популярный телеведущий                                                             |
| 2011      | 長編   | Два дня                                   | Пётр Сергеевич Дроздов、 замминистра экономики и развития、 製作                                         |
| 2011      | 長編   | Новогодняя SMS-ка                         | 製作 |
| 2011      | 長編   | Безразличие                               | Петя Селютин                                                                                             |
| 2011      | テレビ | Белая гвардия                             | Шполянский、 подпоручик-футурист                                                                         |
| 2012      | 長編   | Шпион                                     | アレクセイ・オクチャブリスキー                                                                           |
| 2012      | 長編   | Некуда спешить                            | 監督 |
| 2012      | 長編   | 7 дней грехов                             | Имя персонажа не указано                                                                                 |
| 2012      | 長編   | オーガストウォーズ                        | 製作 |
| 2012      | 伝記   | После школы                               | カメオ出演 / ジェーニャ・ピトキン、ドライバー フョードラ・ボンダルチュク                                 |
| 2012      | アニメ | Три богатыря на дальних берегах           | купец Колыван                                                                                            |
| 2012      | 長編   | Собачья работа                            | 製作 |
| 2012      | 長編   | ДухӀеѕs                                   | 製作 |
| 2013      | テレビ | Молодёжка                                 | Олег Иванович Калинин、 олигарх、 генеральный спонсор «Медведей»、 製作                                  |
| 2013      | テレビ | Первая любовь                             | 製作 |
| 2013      | 長編   | Одноклассники.ru: НаCLICKай удачу         | フョードル                                                                                               |
| 2013      | テレビ | Выжить после                              | 製作 |
| 2013      | 長編   | Раз、 два! Люблю тебя!                    | 製作 |
| 2013      | 長編   | Убежать、 догнать、 влюбиться             | 製作 |
| 2013      | 長編   | スターリングラード 史上最大の市街戦       | 監督 |
| 2013      | 長編   | Да и да                                   | 製作 |
| 2013      | 長編   | Белая Лилия                               | 製作 |
| 2013      | 長編   | Евгений Онегин                            | 製作 |
| 2014      | テレビ | Чудотворец                                | Виктор Ставицкий                                                                                         |
| 2014      | 長編   | Вычислитель                               | 製作 |
| 2014      | 長編   | Гена Бетон                                | ディレクター                                                                                             |
| 2014      | 長編   | #Sтуденты                                 | 製作 |
| 2014      | 長編   | Подарок с характером                      | Николай Железнов、 олигарх、 отец Тёмы                                                                   |
| 2015      | 長編   | Призрак                                   | Юрий Гордеев                                                                                             |
| 2015      | 長編   | Душа шпиона                               | Засухин                                                                                                  |
| 2015      | 長編   | Батальонъ                                 | 製作 |
| 2015      | 長編   | Воин                                      | Андрей Родин、 отец Романа Родина                                                                        |
| 2015      | 長編   | Духless 2                                 | 製作 |
| 2015      | 伝記   | Следователь Тихонов                       | Клим Горелло、 любовник Екатерины Трофимовой                                                             |
| 2015      | 長編   | Срочно выйду замуж                        | 製作 |
| 2015      | アニメ | Савва. Сердце воина                       | ハイエナ エルツ、 製作                                                                                   |
| 2015      | 長編   | Миллионы в сети                           | 製作 |
| 2015      | 長編   | Бармен                                    | 製作 |
| 2015      | 長編   | Воин                                      | 製作 |
| 2015      | 長編   | Вечный холод                              | 製作 |
| 2015      | 長編   | Четыре сезона                             | 監督、 製作                                                                                              |
| 2016      | 長編   | Рашкин                                    | Белокочановый、 олигарх                                                                                  |
| 2016      | アニメ | Смешарики. Легенда о золотом драконе      | 製作 |
| 2016      | 長編   | Дед Мороз. Битва Магов                    | Дед Мороз                                                                                                |
| 2016      | 長編   | Беглые родственники                       | 製作 |
| 2016      | 短編   | Молодогвардейцев、 32Молодогвардейцев, 32 | 監督 |
| 2016      | 長編   | Не моё собачье дело                       | 製作 |
| 2016      | 長編   | Хороший мальчик                           | 製作 |
| 2016      | 長編   | Дама Пик                                  | 製作 |
| 2016      | 長編   | Любовь с ограничениями                    | 製作 |
| 2016      | 長編   | Бойцовский срыв                           | 製作 |
| 2016      | 長編   | Волевой приём                             | 製作 |
| 2016      | 長編   | Грогги                                    | 製作 |
| 2016      | 長編   | Военный фитнес                            | 製作 |
| 2016      | 長編   | Тренер                                    | 製作 |
| 2017      | テレビ | Спящие                                    | Игнатьев、 вице-премьер РФ、 製作                                                                        |
| 2017      | 長編   | Чистый футбол                             | 製作 |
| 2017      | тф     | Демон революции                           | Александр Парвус                                                                                         |
| 2017      | 長編   | アトラクション (2017年の映画)             | 監督、 製作                                                                                              |
| 2017      | アニメ | ボス・ベイビー                            | ボス・ベイビー / セオドア・"ブロッサム"・テンプルトンБосс-молокосос / Теодор «Цветик» Темплтон           |
| 2017      | 長編   | Тяжеловес                                 | 製作 |
| 2017      | 長編   | Про любовь. Только для взрослых           | Игорь、 депутат、 муж Нины                                                                               |
| 2017      | 長編   | Победивший время                          | 製作 |
| 2017      | 長編   | Мечта                                     | 製作 |
| 2017      | 長編   | Беглец                                    | 製作 |
| 2017      | 長編   | Мифы                                      | 製作 Федя、 製作                                                                                         |
| 2017      | テレビ | Психологини                               | 製作 |
| 2018      | 長編   | Селфи                                     | Макс、 лучший друг главного героя、 製作                                                                 |
| 2018      | 長編   | Лёд                                       | бродяга、 製作                                                                                           |
| 2018—2022 | テレビ | Год культуры                              | Виктор Михайлович Сычёв                                                                                  |
| 2018      | 長編   | Купи меня                                 | 製作 |
| 2018      | アニメ | Смешарики. Дежавю                         | 製作 |
| 2018      | 長編   | Только не они                             | 製作 |
| 2019      | 長編   | Филатов                                   | Андрей Филатов                                                                                           |
| 2019      | テレビ | Пекарь и красавица                        | 製作 |
| 2019      | テレビ | 90-е. Весело и громко                     | 製作 |
| 2019      | テレビ | Мамы чемпионов                            | 製作 |
| 2019      | 長編   | アトラクション 侵略                       | 監督、 製作                                                                                              |
| 2019      | テレビ | Кухня. Война за отель                     | камео、 製作                                                                                             |
| 2020      | 長編   | Спутник                                   | Семирадов、 руководитель центра исследований                                                             |
| 2020      | テレビ | Окаянные дни                              | Паша |
| 2020      | 長編   | Лёд 2                                     | 製作 |
| 2020      | テレビ | Чики                                      | 製作 |
| 2020      | テレビ | Погнали                                   | 製作 |
| 2020      | テレビ | Псих                                      | 監督 |
| 2020      | 長編   | Спутник                                   | 製作 |
| 2021      | 長編   | Бондарчук                                 | камео, продюсер、 製作                                                                                   |
| 2021      | 長編   | Сердце пармы                              | великий князь Московский Иван III                                                                        |
| 2021      | テレビ | Мастер                                    | 製作 |
| 2021      | テレビ | За час до рассвета                        | 製作 |
| 2021      | 長編   | Подвиг                                    | Владимир Ломакин                                                                                         |
| 2021      | アニメ | Босс-молокосос 2                          | Босс-молокосос / Теодор «Цветик» Темплтон                                                                |
| 2021      | 長編   | Анна К                                    | Алексей Александрович Каренин                                                                            |
| 2022      | テレビ | Стая                                      | 製作 |
| 2022      | テレビ | Актрисы                                   | 監督 |
| 2022      | 長編   | Ампир V                                   | Колдовашкин、 начальник дискурса、 профессор                                                             |
| 2023      | 長編   | Повелитель ветра                          | フョードル Конюхов、 製作                                                                                |
| 2023      | 長編   | Крысолов                                  | 製作 |
| 2023      | 長編   | Тальков                                   | 製作 |
| 2023      | テレビ | Балет                                     | Игорь Корнеев                                                                                            |
| 2023      | テレビ | Слово пацана. Кровь на асфальте           | 製作 |
| 2023      | テレビ | Калимба                                   | Виктор Мещерский                                                                                         |
| 2024      | 長編   | Сто лет тому вперёд                       | Вертер                                                                                                   |
| 2024      | テレビ | Молодёжка. Студенты                       | 製作 |